# Théâtre du Palais-Royal

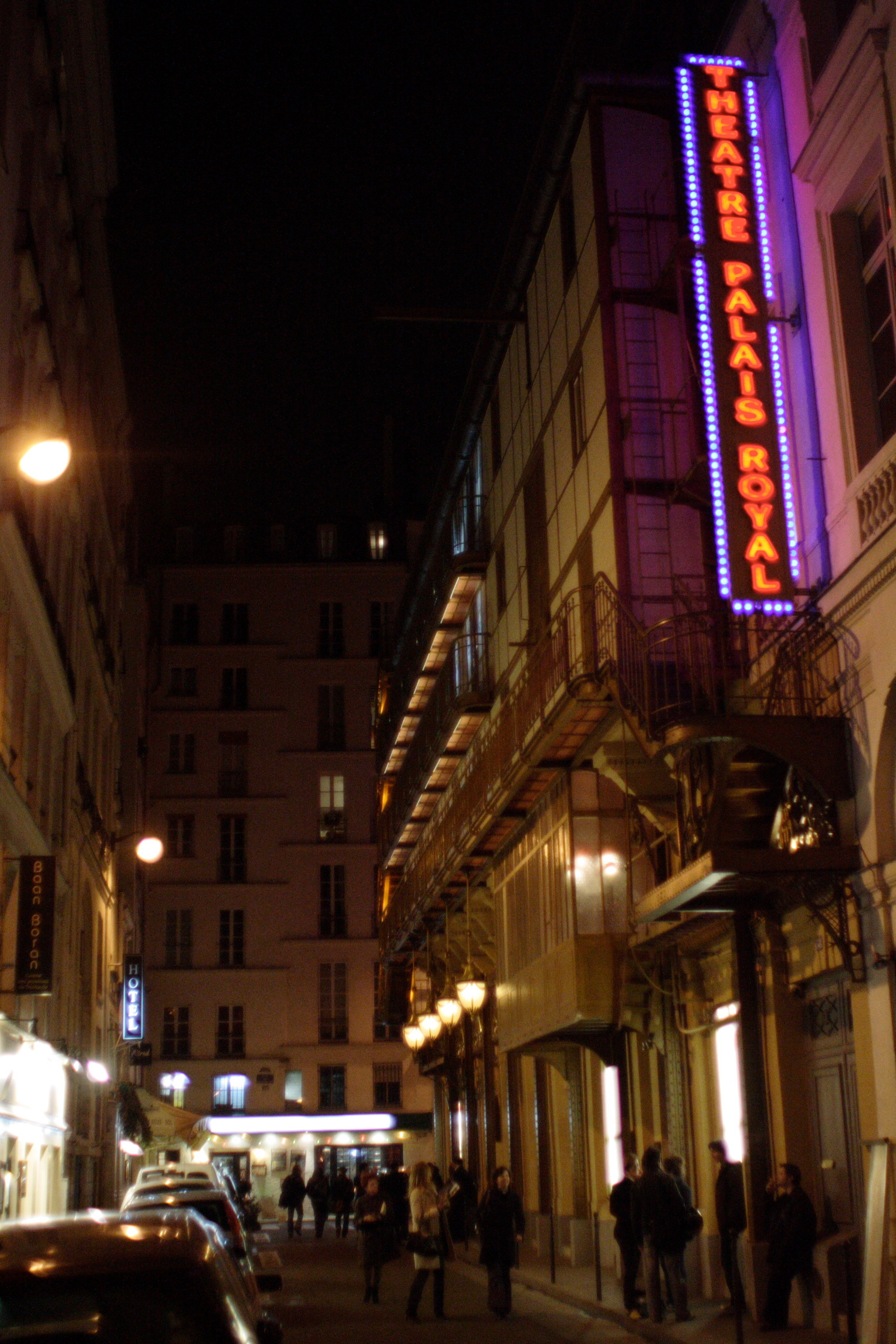
Façana del Théâtre du Palais-Royal (2009)

El Théâtre du Palais-Royal és una sala d'espectacles situada en el número 38 del carrer Montpensier de París. L'exterior de l'edifici i coberta van ser declarats monument històric el 16 de març de 1930. Tot el teatre ho fou el 3 d'agost de 1993. Richelieu feu alçar un teatre el 1637, sobre l'ala est de l'edifici del Palais-Royal, a fi de trencar el monopoli de l'Hôtel de Bourgogne. La inauguració va tenir lloc el 1641. En l'actualitat disposa de 750 seients.

## Estrenes
- 1851, 14 agost: Un chapeau de paille d'Italie d'Eugène Labiche i Marc-Michel
- 1852, 13 març: Maman Sabouleux d'Eugène Labiche i Marc-Michel
- 1852, 16 octubre: Edgard et sa bonne d'Eugène Labiche i Marc-Michel
- 1852, 17 desembre: Mon Isménie! d'Eugène Labiche i Marc-Michel